# Joyride (canción)
«Joyride», es una canción escrita por Per Gessle. Fue el primer sencillo del álbum Joyride, tercera placa discográfica del suo sueco Roxette, que apareció posterior al disco Look Sharp!.  La canción, publicada como sencillo el 27 de febrero de 1991,  fue el 4° sencillo en llegar a la posición #1 en el ranking norteamericano Billboard Hot 100. También llegó a los primeros lugares de las listas de toda Europa, así como en Australia, Canadá. En el Reino Unido "Joyride" alcanzó el número cuatro.

## La canción
En entrevistas, Gessle ha comentado que tuvo la idea de la estrofa inicial de la canción gracias a su novia que dejó una nota en su piano que decía, "Hello, you fool, I love you." Mientras que el título se le ocurrió al ver un encabezado de una entrevista de Paul Mccartney donde se refería a que escribir con John Lennon era como un "Joyride" o viaje divertido.

## El video
El video promocional fue rodado en el desierto de California. Dirigido por Doug Free l, el video muestra al dúo sueco, desembarcando de un colectivo, e iniciando un divertido viaje subidos encima de un vehículo de color rojo por las rutas del desierto. El video participó en los MTV Video Music Awards (VMA) resultando ganador en la categoría International Viewer's Choice: MTV Europe.
En 2021 se celebró los 30 años de la publicación del video con la publicación de una versión remasterizada y en 4k que guarda ligeras diferencias con el video original. Los 186 minutos de rodaje contenidos en 18 rollos de película de 35 mm se mantenían casi intactos y la restauración quedó a cargo de Thomas Ahlén de Filmtech en Estocolmo.

## Lista de canciones
7" sencillo, EMI 13 6400 7, 27.02.1991
1. «Joyride» — 3:58
2. «Come Back (Before You Leave)» — 4:34

12" sencillo, EMI 1364006, 1991
1. «Joyride (Magic Friend Mix)» — 6:08
2. «Joyride» (7" Version) — 3:58
3. «Come Back (Before You Leave)» — 4:34

Casete sencillo, EMI 4JM-50342, 1991
1. «Joyride»
2. «Come Back (Before You Leave)»
3. «Joyride (sencillo Remix)»

CD maxi, EMI 13 6400 2, 1991
1. «Joyride» (7" version) — 4:01
2. «Come Back (Before You Leave)» — 4:36
3. «Joyride» (12" magicfriendmix) — 6:11
4. «Joyride» (U.S. remix) — 4:05

## Listas y ventas
| Listas (1991)                                | Posición |
| -------------------------------------------- | -------- |
| Australian ARIA Singles Chart                | 1        |
| Austrian Singles Chart                       | 1        |
| Belgium Singles Chart                        | 1        |
| Canadian Singles Chart                       | 1        |
| Dutch Top 40                                 | 1        |
| Eurochart Hot 100                            | 1        |
| French SNEP Singles Chart                    | 39       |
| German Singles Chart                         | 1        |
| Irish Singles Chart                          | 9        |
| Italian Singles Chart                        | 4        |
| New Zealand RIANZ Singles Chart              | 3        |
| Norwegian Singles Chart                      | 1        |
| Swedish Singles Chart                        | 1        |
| Swiss Singles Chart                          | 1        |
| UK Singles Chart                             | 4        |
| U.S. Billboard Hot 100                       | 1        |
| U.S. Billboard Hot Adult Contemporary Tracks | 21       |

| Listas de fin de año (1991) | Posición |
| --------------------------- | -------- |
| Australian Singles Chart    | 9        |
| Austrian Singles Chart      | 6        |
| Dutch Top 40                | 11       |
| Swiss Singles Chart         | 2        |
| U.S. Billboard Hot 100      | 23       |

| País     | Certificación | Fecha                 | Ventas certificadas |
| -------- | ------------- | --------------------- | ------------------- |
| Austria  | Oro           | 24 de abril de 1991   | 15 000              |
| Canadá   | Oro           | 29 de mayo de 1991    | 50 000              |
| Alemania | Oro           | 2005                  | 250 000             |
| Suecia   | Platino       | 15 de octubre de 1992 | 20 000              |

## Créditos[28]
- Marie Fredriksson - voz principal y coros
- Per Gessle - voz principal y coros, guitarra principal y silbidos
- Jonas Isacsson - guitarra rítmica
- Clarence Öfwerman - sintetizadores
- Anders Herrlin - bajo
- Pelle Alsing - batería y caja de ritmos
- Mathias Edwall - Fotografía
- Kjell Andersson - Diseño